# Шахбокс
Шахбоксът (на английски: Chess Boxing) e спорт, съчетаващ шахмата с бокса посредством редуване на рундовете в последователност. Следва принципа за „mens sana in corpore sano“ („здрав дух в здраво тяло“).
Синтезът от шахмат и бокс представлява спортна и приложна дисциплина, хибриден метод за развитие на интелектуалните и физически способности на човека, преподаване на способността за комбиниране на умствена и физическа активност в екстремни бойни условия. Една от основните задачи на шахбокса е да научи подрастващите, младежите и възрастните да мислят, анализират, решават сложни проблеми в областта на интелектуалната борба, както и паралелно да пидобиват практически  бойни умения от бокса за спорт, професионални и защитни цели. Други задачи включват такива аспекти като поддържане на здравословен начин на живот; обучение на професионални кадри в областта на сигурността и спорта; развитие на интелектуалните и физически способности на съвременния човек .
Срещата между двамата съперници се състои от 6 рунда шахмат и 5 рунда бокс . Започва с четириминутна игра на шах, след което се продължава с двуминутен или триминутен бокс (в зависиомост от формата на съответното състезание), и т.н. След всеки рунд има една минута пауза, през която съперниците имат време да свалят ръкавиците си. Играе се бърз шах, като общото времетраене на шахматната среща е 12 минути . Съперниците могат да спечелят срещата чрез нокаут, мат или по решение на съдията . Ако 12-те минути на единия състезател свършат, другият печели .
Kонцепцията, спорта и правилата на шахбокса са подробно представени в статията на GROUPCHESS . Детайлен исторически преглед, данни и факти по години са поместени на страницата на Chessboxing Sport .

## История
Следвайки хронологията на активното използване на шахмата и бокса в професионалния спорт , те се практикуват от забележителни личности – световни шампиони по шахмат като Макс Еве (1901 г. -1981 г.) и Боби Фишер (1943 г. -2008 г.). Нидерландецът Макс Еве е практикувал усилено бокс  докато се е подготвял за шахматните турнири , както и Боби Фишер (САЩ) който публично представя своята боксова подготовка пред медиите. В официалния доклад „Истинската история на Боби Фишер (включително снимков материал)“  1972 г. той представя на широката публика своята физическа подготовка с бокс, която му помага в забележителната му професионална шахматна дейност . Въпреки че през този ранен период на XX век,  шахбоксът все още не се е формирал като официален хибриден спорт, тази дейност на едни от най-добрите шахматисти в света като Еве и Фишер със сигурност са заинтересовали спортните фенове към шахмата и бокса . Последващия период (след края на 70-те години на ХХ век), за потенциална връзка  между шахмата и бокса се прави в арт, филмовата  (например: „Mystery Of Chessboxing“ aka (Ninja Checkmate) (1979) ; Uuno Turhapuro herra Helsingin herra (1991))  и музикалната индустрии (например песента на Wu-Tang Clan „Da Mystery of Chessboxin“  в първия им албум Enter the Wu-Tang (36 камерен) (1993). Продуцент Wu-Tang RZA), както и се правят опити за паралелно практикуване на двата спорта в тренировъчен процес . Идеята за пряка корелация между шахмата и бокса в единна концепция шахбокс води началото си от карикатуриста Енки Билал, когато в произведението си „Froid-Équateur“ от 1992 г. важна роля играе шахбоксов мач . Тази идея се реализира през пролетта на 2003 от холандския художник Ипе Рубинг Жокера , който официално създава Световната шахбокс организация (WCBO с централа Берлин, Германия / 2003 ), която управлява като президент през целия си живот. През 2020 г. (14.05.2020 г.) водещия шахматен новинарски сайт ChessBase  (Германия), издател на професионална шахматна литература и собственик на сайта Playchess  (ок. 275 000 регистрирани потребители, данни за 2020 г.) публикува подробни биографични данни за артиста и спортиста Ипе Рубинг, както и неговата активна дейност, с която се откроява през жизнения си път .
Шахбоксът е организиран от Световната Шахбокс Организация (World Chess Boxing Organisation – WCBO ), чието мото е „Битките се водят на ринга, а войните се провеждат на дъската“ . Първият световен шампионат  е проведен през 2003 в Амстердам и е спечелен от самия Йепе Рубинг . Първото европейско първенство по шахбокс се състои в Берлин на 1 октомври 2005 , като Тихомир Тичко Тигъра (България, пълно име Тихомир Атанасов Доврамаджиев) побеждава Андреас Шнайдер (Германия) след победа на българина в деветия рунд . Шампионатът е широко отразен в редица местни , международни медии и издания като: Eurosport , CNN , Los Angeles Times , Die WELT , ChessBase  и други . Подробен видео репортаж за събитието излъчва немската телевизия RBB . В този период от време, паралелно с включването си към WCBO, Тичко активно се състезава на професионални шахматни турнири, като през сезона 2003/4 печели първо място с отбора на SV Nashuatec – Берлин, на немската Landesliga, (22/2/0) . Преди преминаването си в немската лига, се е състезавал за различни български отбори, като в различни години на 90-те на XX век печели редица национални младежки първенства, както и има международни класирания 2 – 3 м. на ЕП и 3 – 4 м. на СП за младежи . Притежава международната шахматна титла ФИДЕ майстор (FIDE Master)  с международен рейтинг ело 2356 (2011 г.) .
Световната Шахбокс Организация (WCBO) е формирана от асоциирани членове организации по шахбокс като: Германия с център Берлин (CBCB), Шахбокс Организация на Индия (CBOI), Шахбокс Федерация Русия, Италианска Федерация по Шахбокс (FISP), Иранска Шахбокс Организация (CBOIR), Шахбокс организациите на Китай (CBCN), САЩ, Испания, Мексико и др. Освен Световната Шахбокс Организация (WCBO), има и Световна Шахбокс Асоциация (World Chess Boxing Association – WCBA) . WCBA е юридически призната организация по шахбокс. Основана е през 2013 г. (10 години след основаването на WCBO) и се намира в Лондон, Великобритания . Настоящият президент на Англия Тим Вулгар е шампион на Великобритания по Шахбокс . Настоящите членове на WCBA са: Британската Асоциация за Шахбокс, Руската Федерация по Шахбокс , Италианската Федерация по Шахбокс. WCBA работи в сътрудничество с международните и локални организации членове и на двете световни организации, признава шампионите по шахбокс, както и координира дейноста си с WCBO, като в същото време провежда своя шахбокс спортна и маркетингова дейност .
Политиката на световните шахбокс организации (WCBO и WCBA) е пряко свързана с редица активни дейности като: създаване на местни клубове, привличане на експерти от различни спортни, публични и административни области, както и активна комуникационна дейност с медиите и други . Това води до бързата популяризация на спорта в цял свят .

## Развитие на шахбокса
- Първата декада на XXI век, шахбоксът се радва на популярност основно в държави като Холандия, Германия, Великобритания, Италия и Русия, като се провеждат редица международни състезания и мачове, като в един от тях през 2008 г.[78][79] се включва милиардерът и президент на ФИДЕ (FIDE) и Калмикската република Кирсан Илюмжинов [80]. По този начин Илюмжинов официално заявява подкрепата си за шахбокса в личен план, както и на представляваната от него Световна Шахматна Федерация (ФИДЕ) [81]. Осем години по-късно (през 2016 г.), като все още действащ президент на ФИДЕ, Илюмжинов обявява публично пред Top Sport желанието си да приобщи шахбокса към Олимпийските игри [82].
- След провеждането на първото световно и първото европейско първенство, в различни години, различни състезатели печелят национални, европейски, международни и световни титли за своите държави, като видни представители са: Франк Щтолд, състезател по кикбокс и действащ полицейски служител, (репортаж на BBC от световно първенство СП) [83] и Свен Роуч от Германия, Мат Томас – САЩ [84], Марат Шахманов [85][86], Николай Сажин [87][88], Дмитрий Печурин, Даниил Соловьов [89] всички от Русия [90], Джанлука Сирчи, Италия, професионален боксьор [91], Серджо Левик – Италия – с ело около 2000 [92], Тим Вулгар, Тери Марш [93], ветеран световен шампион по бокс при професионалистите (непобеден), Анди Костело [94][95][96], професионален спортист по MMA, всички от Великобритания, Томас Казене [97], Франция, Леонид Чернобиев, професионален боксьор и национален шампион и шахматист КМС с ело около 2000 [98] и вице световната шампионка по таекуондо и ФИДЕ майстор за жени Александра Шарова с ело +2000 [99] от Беларус, Рича Шарма [100][101], Индия и други.
- В периода след 2010-а, спортът шахбокс се развива многостранно, като паралелно със спортния аспект на провеждащите се състезания, шахбоксът се практикува за обща физическа подготовка, както и за решаване на сложни комбинативни задачи и тактики в динамична обстановка [102]. В редица държави са установени местни организации и федерации, като актуално към дата (2020) Индия ръководи световната шахбокса федерация с президент Монту Дас [103], след проведено гласуване [104]. Това има своята логична последователност след като Индия провежда турнири по шахбокс с голям мащаб [105], обхващащ редица групи състезатели като деца, младежи и девойки, както и опитни спортисти [106]. Това е подкрепено от държавата, която намира социален потенциал за развитието на местните младежи [107]. През 2021 г. Световната Организация по Шахбокс (WCBO) успешно провежда голям турнир в Индия: За провеждането на мащабния турнир съобщава IBC24 TV Indian Television [108]. Също така предвид дълбоките корени на шахмата и бокса в Русия, спортът шахбокс се развива с огромни темпове и в Руската Федерация, като този процес е подкрепен от местните министерства и федерации [109]. Състезания по шахбокс периодично се провеждат и във Великобритания, като основен център на събитията се явява столицата на Обединеното кралство – Лондон [110] с основен организатор WCBA.
- След 2020 година, шахбоксът се развива успешно на всички континенти, където национални федерации и местни клубове откриват секции по шахбокс, като повечето са насочени към масовата спортна култура обхващаща всичи възрастови групи, започвайки от деца и юноши, до спортисти в активна дейност, както и такива поддържащи спортна кондиция [111].
- Клубове и федерации официално са регистрирани в държави като: Великобритания [112], Гамбия [113], Германия [114][115], Екваториална Гвинея [116], Индия [117][118][119][120][121], Иран [122], Испания, Италия [123][124], Китай [125], Коста Рика [126], Мадагаскар [127], Мексико, Нидерландия, Русия [128][129], САЩ [130][131][132][133][134][135], Турция [136][137], Уганда [138], Украйна [139], Филипини [140][141], Финландия [142], Франция [143][144][145][146][147][148], Чехия [149], Чили [150], ЮАР [151] и други.

## Световни шахбокс организации WCBO и WCBA
Към момента (юли 2022 г.) юридически признати, съществуват две водещи световни шахбокс организации, които обединяват националните федерации и клубове, и провеждат местни и международни шахбокс състезания :
- Световна Шахбокс Организация (World Chess Boxing Organisation – WCBO), основана през 2003 г., в Германия (актуално към юли 2022 г. с център Индия от 2020 г.) [155][156].
- Световна Шахбокс Асоциация (World Chess Boxing Association – WCBA), основана през 2013 г. във Великобритания (актуално към юли 2022 г.) [157][158].

## Шахбокс спортен календар
Световната организация по шахбокс (World Chess Boxing Organisation – WCBO) и в качеството си на настоящ лидер Индийската организация по шахбокс (Chess Boxing Ogranisation of India – CBOI) публикува периодично отчети за своята спортна дейност по години (секция MINISTRY COMPLIANCE) . Публично е представен доклад включващ периода от официалното включване на CBOI в WCBO през 2011 г. (официален документ) . С подкрепата на Италианската шахбокс федерация и Италианския олимпийски комитет  съвместно е определено провеждането на 4-тия световен шампионат да бъде осъществен в Италия  поради глобалната епидимична обстановка и невъзможност на първоначалната локация – Русия, но впоследствие отново е променена локацията и времето . Вследствие на тези събития Турция осъществява световния шампионат през месец ноември 2022 г., а година по-късно през ноември 2023 г. Италианската Шахбокс Федерация (FISP) реализира V световен шампионат по шахбокс (версия WCBO в Ричоне, Италия ) с участие на представители от Австралия, Великобритания, Гамбия, Германия, Индия, Италия, Казахстан, Канада, Киргистан, Латвия, Русия, Франция, Чехия и други. Резултатите по държави са поместени на официалния сайт на шампионата, като в шахбокс (Chessboxing, версия на WCBO),  в челната тройка са отборите от Русия (с медали: 9 златни, 5 сребърни и 2 бронзови), следвани от Германия (с медали: 6 златни, 2 сребърни и 1 бронзов) и Казахстан (с медали: 3 златни и 1 сребърен) . Във версия Chessboxing Light+Fit на WCBO, първата тройка по медали са отборите на Русия (с медали: 7 златни, 5 сребърни и 6 бронзови), Германия (с медали: 4 златни) и Канада (с медали: 3 златни и 1 сребърен) . Шампионатът е организиран с подкрепата на местната община (Commune di Riccione), регионален парламент (Regione Emilia Romagna), спортни организации като Association Sportive e Social Italian (ASI) ,Италианската шахматна федерация (FSI)  и олимпийския комитет на Италия (CONI) .   
2021 г. вклюва следните официални турнири с международно значение :
- Септември 2021 г. IFC – PRO – CHESSBOXING (Франция);
- Октомври 2021 г. NORDIC CHESSBOXING FIGHT NIGHT (Хелзинки, Финландия) [169][170][171][172][173][174];
- Октомври 2021 г. 4TH WORLD CHESSBOXING CHAMPIONSHIP (Москва, Русия) [175]; Заради епедимичната обстановка, шампионатът е преместен в Сицилия, Италия (декември 2021) [176][177], и поради същите обстоятелства преместен отново за 2022 г.
- Декември 2021 г. INDIAN OPEN INTERNATIONAL CHESSBOXING CHAMPIONSHIP (Колката, Индия).

2022 г. са определени :
- Юни 2022 г. ICBS – CHESSBOXING (Вигевано, Италия) [180][181] [182];
- Юни 2022 г. IEPE RUBINGH CHESSBOXING EVENT (Нигде, Турция);
- Август 2022 г. Chessboxing Asian Championship (Колката, Индия);
- Август 2022 г. Indian Open Chessboxing World Cup (Колката, Индия) [183][184][185];
- Септември 2022 г. Primorsky Region Chessboxing Championship (Санкт Петербург, Русия)[186];
- Септември 2022 г. IFC – CHESSBOXING (Париж, Франция);
- Ноември 2022 г. 4TH WORLD CHESSBOXING CHAMPIONSHIP (Анталия, Турция) [187][188][189][190][191].
- Декември 2022 г. Mogul Chessboxing Championship (Лос Анджелис, САЩ) [192][193][194][195].

2023 г. са включени :
- Февруари 2023 г. IFC - Chessboxing Intellectual Fight Club - III (Париж, Франция) [197][198];
- Май 2023 г., Шампионат на Азия по шахбокс (Индия) [199];
- Май 2023 г., IFC - Chessboxing Intellectual Fight Club - IV (Париж, Франция) [200][201];
- Октомври (28) – ноември (2) 2023 г. 5 - СВЕТОВНО ПЪРВЕНСТВО ПО ШАХБОКС В РИЧОНЕ, Италия [202][203][204][205].  Целият турнир (официално видео, излъчено от Spqer News, Federazione Italiana ScacchiPugilato - FISP [206]) от 5-то СВЕТОВНО ПЪРВЕНСТВО ПО ШАХБОКС - РИЧОНЕ, ИТАЛИЯ (28.X.2023-2.XI.2023) - ден 1 [207]; ден 2, част 1 [208]; ден 2, част 2 [209]; ден 2, част 3 [210]; ден 3, част 1 [211]; ден 3, част 2 [212]; ден 4, част 1 [213]; ден 4, част 2 [214]; ден 4, част 3 [215]; ден 5, част 1 [216]; ден 5, част 2 [217]; ден 5, част 3 [218].

## Шахбокс и наука
Паралелно с развитието на шахбокса като спорт, той намира все по-голямо място в редица научни трудове на водещи учени, които изследват потенциала на приложение на концепцията в различни области .
- Шахбоксът представлява сериозен интерес за науката, където се изследва потенциалът на човешкия организъм. Шахбоксът се разглежда в теоретичен и емпиричен аспект, като са проведени множество научноизследователски и приложни изследвания на въздействието на различни по вид натоварвания, влияещи върху биомеханичните и интелектуалните възможности на човека.[224]
- Концепцията на спорта шахбокс, заема водещо място в науно-изследователската дейност на учени търсещи нови интегрирани методи и подходи приложими в образователния процес с цел подобряване общото състояние на подрастващите, младежите и хората в неравностойно здравословно положение [225][226].
- В общ вид основните заключения се свеждат до положителното влияние на разнообразието на спорта шахбокс характеризиращ се с определена динамика в разнородна среда [227][228][229].

## Шахбокс и средства за масова информация
- WCBO има свое официално промо интро видео.[230]
- През 2008 г. американската певица Реб Фонтейн [231] (живееща в Нова Зеландия) официално пуска своя музикален сингъл видеоклип [232] за TAB от албума си Holster [233], режисиран от Антон Стийл, с участието на Реб в мач по шахбокс с професионалния новозеландски боксьор в лека дивизия Дилън Ръсел [234].
- В Унгария, през 2012 г., шахбокса е представен [235] в страната от професионалните шахматистки (гросмайсторки) и многократни шампионки по шахмат при жените сестрите Юдит, Жужа и София Полгар, като са включили прогресивния спорт в програмата на организирания от тях фестивал. В мач по шахбокс взема участие световният шампион по бокс при професионалистите Михали Котай WBF / IBO [236].
- През 2013 г. информационният и образователен телевизионен канал Москва 24 [237] представя репортаж за популярността на шахбокса [238].
- През 2018 г. е представено официалното промо видео SHAHBOX PROMO[239]. Видеото показва подготовката на Руския национален отбор по шахбокс за международен турнир в Москва (28 март 2018 г.) под егидата на Федерацията по шахбокс (Москва, Русия) и Световната федерация по шахбокс (WCBO) с подкрепата на Indigo Capital Partners. Турнирът е проведен и подкрепен от Министерството на спорта на Руската федерация. Сред участниците в купата има петима кандидати за майстор на спорта по бокс, двама майстори на спорта по кикбокс, един професионален боксьор (с резултат 3 – 0), двама майстори, трима кандидати за майстор по шах, – трима световни шампиони по шахбокс, един европейски шампион и един сребърен медалист от Световното първенство по шахбокс. Клипът е създаден с подкрепата на Indigo Capital Partners. Автор на клипа: Рафаел Тимербаев [240][241].
- През 2019 г. официално е представена книгата „Chessboxer“ с автор С. Дейвис (Stephen Davies [242]) [243][244].
- През 2019 тв канала Санкт Петербург [245] представя репортаж затова как шахбоксът привлича шахматисти и боксьори. (23 август 2019 г.) [246].
- 2019 г. RedBull TV [247] официално представя документален филм за шахбокса (Chessboxing) [248].
- През 2020 г. на международния турнир по шахбокс проведен в Нидерландия, К1 многократния световен шампион по кикбокс Реми Бонярски [249] подкрепя събитието като коментатор [250]. Турнирът има особено значение, защото след 17 години шахбокса се връща в родината, където е проведен първия световен шампионат [251].
- След големия успех на сериала на Netflix „Дамски гамбит“ [252] („The Queen’s Gambit“, 2020 [253][254]), в интервю с главната актриса от филма Аня Тейлър-Джой (Anya Taylor-Joy [255]) пред списание Вог (Vogue) [256] спортът шахбокс е представен като любим спорт. „The Queen's Gambit“ е 7-епизоден оригинал на Netflix. Всеки епизод е около 60 минути. Поредицата е адаптирана по книгата на Уолтър Тевис (Walter Tevis) [257][258]. Специални консултанти за тази мини-поредица са световният шампион по шахмат ГМ Гари Каспаров (Garry Kasparov) и Брус Пандолфини (Bruce Pandolfini), както и първият президент на Световната Организация по Шахбокс – WCBO Йепе Рубинг [259][260]. В началото на 2021 г., „Дамски гамбит“ печели Златен глобус за най-добър телевизионен лимитиран сериал, антологичен сериал или филм, създаден за телевизия. Аня Тейлър-Джой получава Златен глобус [261] за най-добра актриса в лимитиран сериал, антологичен сериал или филм, създаден за телевизия, за ролята си на Бет Хармън в „Дамски гамбит“ [262]. Във връзка със световния успех на филма, популярното списание GQ прави паралел между главната героиня във филма Бет Хармън (Аня Тейлър-Джой) с биографията на феноменалния световен шампион по шахмат, американеца ГМ Боби Фишер (Bobby Fisher) [263], за който също е създаден успешен спортен биографичен филм със заглавие „Pawn Sacrifice / Да пожертваш пешка (2014)“, в главната роля Тоби Магуайър (Tobey Maguire) [264]. Паралел между мотивацията на главните герои в спортните филми, където шахмата и бокса имат основно значение, прави и Либи Хил за изданието IndieWire [265], където „The Queen’s Gambit“ е сравнен с „Rocky“ [266]. В същия контекст популярното издание „Men's Health“ публикува материал през 2021 г. на тема „'Gambito de dama' pone de moda el Chess Boxing: una disciplina que une ajedrez y boxeo“, където свързва „Дамски гамбит“ и шахбокса.[267]
- В началото на 2021 г., руската медия RT промотира публично шахбокса в презентационен видеоклип, като обръща внимание на популярността на спорта в цял свят и перспективите му за включване в Олимпийските игри.[268]

## Шахбокс рекорди
- Официално в рекордите на Гинес: Първи световен шампион по шахбокс – президентът и основател на WCBO Йепе Рубинг (Iepe Rubingh), (Нидерландия (Амстердам) 2003) [269].

- Официално в рекордите на Гинес: Най-продължително първенство по шахбокс (Световен шампионат по шахбокс, Италия, 2023) [270]